# Paszkiszki
Paszkiszki (biał. Пашкішкі; ros. Пашкишки) − wieś na Białorusi, w obwodzie grodzieńskim, w rejonie oszmiańskim, w sielsowiecie Holszany.

## Historia
Paszkiszki wydzielono exdywizją 1650 roku z dóbr sapieżyńskich Adamowi Rogińskiemu. Po śmierci syna jego Aleksandra dzielą się rodzinną majętnością w 1704 r. synowie Stanisław, Andrzej i Stefan. Przy ziemi utrzymuje się ten ostatni i w 1709 r. przedaje Paszkiszki Marcjanowi Piaseckiemu, , któremu niebawem potem w 1718 ustępuje Mosiewiczowa, właścicielka Holszan, za 5.000 zł. wieś Paszkiszki, przyległą do dworu. W 1745 Jerzy Antoni Piasecki, podczaszy orszański, regent ziemski powiatu oszmiańskiego, zapisuje Paszkiszki w do żywocie żonie swej Zofji z Wilkańców. Pani Zofja w trzykrotne wstępowała związki małżeń- skie; pierwszym jej mężem był Radziwiłłowicz, drugim wspomniany Jerzy Antoni Piasecki, trzecim wreszcie Brzeziński, rotmistrz ziemi nurskiej. Obejmuje po niej w spadku Paszkiszki w 1770 r. krewny jej, Tadeusz Lubicz Zakrzewski, rotmistrz oszmiański. W Paszkiszkach  budynek mieszkalny (dwór) był skromny, ale dranicami kryty, nowy, z angielskiemi wewnątrz piecami o zielonych kaflach, z oknami pod szkłem białem. Tadeusz Lubicz Zakrzewski marca 23 dnia 1800 r. przedaje Paszkiszki wraz ze wszystkiemi attynencjami za 56.000 złotych polskich Tomaszowi Ganowi, potomkowi jednego z najstarszych rodów, w Oszmiańszczyżnie osiadłych. Już bo wiem 1620 r. Jerzy Gan herbu Rawicz posiadał folwark Nemowiany w Oszmiańskiem; Wasyl Gan w 1650 roku był również ziemskim właścicielem w Oszmiańszczyżnie, zaś w 1658 r. Jan Czyczyn Eygirt dał w posagu córce swej Matyldzie, wydanej za mąż za Piotra Gana, doznawszy od zięcia swego wszelakich usług i miłości , majętność swoją Eygirdy i Seliszczenięta, między Trabami a rzeką Berezyną leżące. Tomasz Gan, ożeniony z Krystyną Dmochowską, czynny od 1789 r. na posługach pu blicznych w rozmaitych urzędach powiatowych, dziadem był dzisiejszego Paszkiszek właściciela, Juljusza Gana. W czasach zaborów folwark i dwie wsie w gminie Holszany, w powiecie oszmiańskim, w guberni wileńskiej Imperium Rosyjskiego. W latach 1730-1827 wieś należała do szlacheckiej rodziny Piaseckich. W 1866 roku folwark miał 28 mieszkańców w 1 domu, był tu młyn wodny. Pierwsza z wsi należała do dóbr Paszkiszki (własność Hanów) i liczyła 47 dusz rewizyjnych, druga z wsi liczyła 21 dusz rewizyjnych i należała do dóbr Rossalszczyzna, własność Eysmontów. W 1905 roku folwark liczył 57 mieszkańców, 628 dziesięcin, własność Hana; wieś liczyła 243 mieszkańców, 336 dziesięcin.
W latach 1921–1945 majątek i wieś leżały w Polsce, w województwie wileńskim, w powiecie oszmiańskim, w gminie Holszany.
W 1931:
- wieś w 58 domach zamieszkiwało 276 osób[3].
- majątek w 5 domach zamieszkiwało 56 osób[3].

Wierni należeli do parafii rzymskokatolickiej w Holszanach. Miejscowość podlegała pod Sąd Grodzki w Holszanach i Okręgowy w Wilnie; właściwy urząd pocztowy mieścił się w Holszanach.
Po II wojnie światowej w granicach Związku Sowieckiego. Od 1991 w niepodległej Białorusi.